# Турбо тата
Турбо тата (енгл. Jingle All the Way) је породична комедија из 1996. године, са Арнолдом Шварценегером у главној улози. Филм је режирао Брајан Левант.

## Радња филма
Хауард Лангстон је продавац душека — радохоличар, који не налази времена за своју жену Лиз и свог сина Џејмија, насупрот свом комшији Теду Малтину. Након што прекрши обећање да ће присуствовати синовљевом карате испиту, Хауард покушава да се искупи тако што ће испунити Џејмијеву жељу и купити му играчку „Турбо- мен“, популарног дечјег тв суперхероја.
Нажалост, Хауард је обећао да ће ту играчку купити раније те године али је заборавио. Да ствари буду компликованије Турбо- мен играчке су популарни божићни поклон и њихове залихе убрзо пресушују широм земље. Да не би изневерио сина Хауард креће у епску авантуру кроз Минеаполис на Бадње вече како би сину нашао играчку. У својој потрази Хауард упознаје Мајрона Ларабија, поштара који има исту амбицију и њих двојица убрзо постају ривали у лову на играчку. Током потраге Хауард стално наилази на Александра Хумела, саобраћајног полицајца. У једном тренутку и Хауард и Мајрон укрштају своје путеве у радио-станици и случајно разносе један цео спрат са једним од Мајронових пакета. За то време комшија Тед стално покушава да заведе Лиз, а све се завршава тако што га она удара у главу термосом док седе у колима.
Потрага доживљава свој врхунац када Хауард и Мајрон доспевају на маскенбал параду која је посвећена Турбо- мену. Хауард се преоблачи у Турбо мена и користи прилику да да свом сину који се налази у публици играчку. Међутим пре него што препозна свог оца, Џејмија почиње да јури Мајрон обучен као Турбо- менов непријатељ Дементор. Џејмија на крају спашава Турбо- мен, који открива да је његов отац, док Мајрон бива ухапшен.
Дирнут Мајроновом посвећеношћу свом сину, Џејми му даје лутку и признаје да је његов тата једини суперхерој који му треба. У последњој сцени Хауард ставља звезду на врх јелке, што је његова традиција. Сви уживају у идили док га Лиз не упита шта је купио за њу. Ово питање запрепашћује Хауарда пошто схвата да је заборавио поклон за њу.